# Джелу (Сату-Маре)
Джелу (рум. Gelu) — село у повіті Сату-Маре в Румунії. Входить до складу комуни Теребешть.
Село розташоване на відстані 442 км на північний захід від Бухареста, 14 км на південний захід від Сату-Маре, 118 км на північний захід від Клуж-Напоки.

## Населення
За даними перепису населення 2002 року у селі проживали 436 осіб.
Національний склад населення села:
| Національність | Кількість осіб | Відсоток |
| -------------- | -------------- | -------- |
| румуни         | 425            | 97,5%    |
| угорці         | 8              | 1,8%     |

Рідною мовою назвали:
| Мова      | Кількість осіб | Відсоток |
| --------- | -------------- | -------- |
| румунська | 426            | 97,7%    |
| угорська  | 8              | 1,8%     |